# Che ne sai di me
Che ne sai di me è l'album di debutto della cantante italiana Barbara Gilbo, pubblicato il 20 febbraio 2009.
L'album è omonimo del primo singolo estratto scritto da Giancarlo Bigazzi con  Sirio Martelli e presentato al Festival di Sanremo 2009 dall'artista nella sezione "Proposte", cantato in duetto con Massimo Ranieri.
Il brano Vecchie parole sul muro è dedicato a John Lennon.
L’album è stato prodotto e distribuito dalla NAR international dello stesso Ranieri.

## Tracce
1. Cullami
2. Che ne sai di me
3. Cuore impolverato
4. Fammi entrare nei tuoi guai
5. Prendo atto
6. Vecchie parole sul muro
7. Sparisci voglio vivere
8. È tempo di cambiare
9. Notte di lucciole
10. Tutto è il suo contrario

## Classifica italiana
| Posizione | 40 | 67 | 55 | 71 | 86 | 99 | 92 |